# Física matemàtica
El terme física matemàtica fa referència al desenvolupament dels mètodes matemàtics aplicats als problemes de la física. El Journal of Mathematical Physics defineix el camp com "l'aplicació de les matemàtiques a problemes de la física i el desenvolupament de mètodes matemàtics adequats per a tals aplicacions i per a la formulació de teories físiques". Una definició alternativa també inclou aquelles matemàtiques inspirades per la física, conegudes com matemàtiques físiques.

## Enfocament
Hi ha diverses branques diferents de la física matemàtica, que vagament corresponen a parts històricament particulars del món.

### Mecànica clàssica
Aplicar les tècniques de la física matemàtica a la mecància clàssica sol implicar una reformulació rigurosa, abstracta i avançada de la mecànica newtoniana en els termes de la mecànica lagrangiana i de la mecànica hamiltoniana (tots dos plantejament amb restriccions incloses). Totes dues formulacions formen part del que s'anomena mecànica analítica i permeten entendre amb profunditat la interacció entre les nocions de la simetria i de les lleis de conservació de quantitats durant l'evolució dinàmica de sistemes mecànics, talment com en la formulació més elemental del teorema de Noether. S'han estès aquestes idees i plantejaments a altres àrees de la física, com en la mecànica estadística, la mecànica dels medis continus, la teoria clàssica de camps i la teoria quàntica de camps. A més, han proporcionat múltiples exemples d'idees en geometria diferencial (per exemple, diverses nocions de geometria simplèctica i fibrats vectorials).

### Equacions diferencials en derivades parcials
Dins de les matemàtiques pròpiament dites, les equacions diferencials en derivades parcials, el càlcul de variacions, l'ànàlisi de Fourier, la teoria potencial i l'anàlisi vectorial són potser les àrees més estretament lligades a la física matemàtica. Aquests camps van ser desenvolupats intensament a partir de la segona meitat del segle XVII (per matemàtics com d'Alembert, Euler, i Lagrange) fins als anys 1930. Els camps on aquests desenvolupaments tenen aplicació física inclouen l'hidrodinàmica, la mecànica celeste, la mecànica dels medis continus, la teoria de l'elasticitat, l'acústica, la termodinàmica, l'electricitat, el magnetisme i l'aerodinàmica.

### Teoria quàntica
La teoria de l'espectroscopia atòmica (i, posteriorment, la mecància quàntica) es va desenvolupar gairebé de manera simultània amb algunes parts dels camps matemàtics de l'àlgebra lineal, la teoria espectral dela operadors, l'àlgebra d'operadors i, més àmpliament, l'anàlisi funcional. La mecànica quàntica no relativista inclou els operadors d'Schrödinger i té connexions amb la física atòmica i molecular. La teoria de la informació quàntica n'és una altra subespecialitat.

### Teories de la relativitat i de la relativitat quàntica
Les teories especial i general de la relativitat requereixen un tipus de matemàtiques més aviat diferents. Això inclou la teoria de grups, que va tenir un paper important tant en la teoria quàntica de camps com en la geometria diferencial. Això va ser, tanmateix, gradualment complementat per la topologia i l'anàlisi funcional pel que fa a la descripció dels fenòmens cosmològics i de la teoria quàntica de camps. En la descripció matemàtica d'aquestes àrees físiques, també són importants alguns conceptes de l'àlgebra homològica i de la teoria de categories.

### Mecànica estadística
La mecànica estadística forma un camp a part, que inclou la teoria de les transicions de fase. Es basa en la mecànica hamiltoniana (o en la seva versió quàntica) i està fortament lligada amb la teoria ergòdica, més matemàtica, i amb algunes parts de la teoria de la probabilitat. Cada vegada hi ha més interaccions entre la combinatòria i la física, en particular amb la física estadística.

## Ús

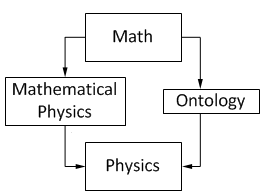
Relació entre les matemàtiques i la física

L'ús del terme "física matemàtica" és sovint idiosincràtic. Algunes parts de les matemàtiques que inicialment van sorgir del desenvolupament de la física no són, de fet, considerades part de la física matemàtica, mentre que altres camps fortament relacionats ho són. Per exemple, les equacions diferencials ordinàries i la geometria simplèctica són generalment vistes com a disciplines matemàtiques pures, mentre que els sistemes dinàmics i la mecànica hamiltoniana pertanyen a la física matemàtica. El físic anglès John Herapath va utilitzar el terme per al títol del seu text de 1847 "principis matemàtics de la filosofia natural", que tenia com a enfocament "les causes de la calor, l'elasticitat gasosa, la gravitació i altres grans fenòmens de la natura".

### Física matemàtica vs. física teòrica
El terme "física matemàtica" s'utilitza sovint per a denotar la recerca adreçada a l'estudi i resolució de problemes físics o experiments mentals en un marc matemàticament rigorós. En aquest sentit, la física matemàtica cobreix un àmbit acadèmic molt ampli que només es distingeix per la combinació d'algun aspecte matemàtic o un aspecte més proper a la física teòrica. Tot i que està relacionat amb la física teòrica, la física matemàtica en aquest sentit emfasitza el rigor matemàtic similar al que es troba en les matemàtiques.
D'altra banda, la física teòrica emfasitza les relacions entre les observacions i la física experimental, que sovint requereix que els físics teòrics (i els físics matemàtics en el sentit més general) utilitzin arguments heurístics, intuïtius i aproximats. Els matemàtics no consideren que tals arguments siguin rigorosos.
Aquests físics matemàtics principalment expandeixen i diluciden teories físiques. A causa del nivell de rigor matemàtic necessari, aquests investigadors sovint tracten qüestions que els físics teòrics han considerat que ja estaven resoltes. No obstant això, de vegades demostren que la solució prèvia era incompleta, incorrecta o simplement massa naïf. Qüestions derivades dels intents d'inferir la segona llei de la termodinàmica a partir de la mecànica estadística en són exemples. Altres exemples poden ser les subtileses relacionades amb procesos de sincronització en la relativitat especial i general (efecte de Sagnac i sincronització d'Einstein).
L'esforç de posar les teories físiques en un marc matemàtic rigorós no només va desenvolupar la física sinó que també ha influenciat en el desenvolupament de certes àrees de les matemàtiques. Per exemple, existeixen diversos paral·lelismes en el desenvolupament de la mecànica quàntica i alguns aspectes de l'ànàlisi funcional. L'estudi matemàtic de la mecànica quàntica, de la teoria quàntica de camps i de la mecànica estadística quàntica ha motivat diversos resultats en àlgebra d'operadors. L'intent de construir una formulació matemàtica rigorosa de la teoria quàntica de camps també ha fet avançar alguns camps com la teoria de la representació.

## Físics matemàtics prominents

### Abans de Newton
Hi ha tradició en l'anàlisi matemàtica de la natura des dels antic grecs: en són exemples Euclides (Òptica), Arquimedes (De l'equilibri dels plans, Dels cossos flotants), i Ptolemeu (Òptica, Harmonia). Posteriorment, els erudits islàmics i romans d'Orient van construir sobre aquestes bases, i van ser en última instància reintroduïts o van arribar a l'abast d'Occident en el segle XII i durant el Renaixement.
En la primera dècada del segle XVI, l'astrònom amateur Nicolau Copèrnic va proposar l'heliocentrisme, i va publicar -ne un tractat l'any 1543. Va mantenir la idea de l'epicicle de Ptolemeu, i meremant va intentar simplificar l'astronomia construint conjunts més simples d'òrbites epicícliques. Els epicicles consisteixen en cercle dins de cercles. Segons la física aristotèlica, el cercle era la forma de moviment perfecta, i era la moció intrínseca del cinquè element d'Aristòtil—la quinta essència o essència universal coneguda en grec com aithēr en català, aire pur—que era la substància pura més enllà del món sublunar, i que per tant era la composició pura dels ens celestials. L'alemany Johannes Kepler [1571–1630], l'ajudant de Tycho Brahe, va modificar les òrbites copernicanes a el·lipses, canvi que va formalitzar en les equacions conegudes com lleis de Kepler.
Un atomista entusiasta, Galileo Galilei en el seu llibre de 1623 The Assayer va afirmar que el "llibre de la natura està escrit en l'idioma de les matemàtiques". El seu llibre de 1632, sobre les seves observacions telescòpiques, recolzava l'heliocentrisme. Havent introduït els seus experiments, Galileo va rebutjar la cosmologia geocèntrica refutant la física aristotèlica en sí. El llibre de Galileo de 1638 Discursos i Demostracions Matemàtiques Entorn de Dues Noves Ciències va establir la llei de caiguda lliure igual així com els principis del moviment inercial, fundant els conceptes centrals del que avui en dia es coneix com la mecànica clàssica. En virtud de la llei d'inèrcia així com del principi de la relativitat Galileana, també anomenat relativitat galileana, per tot objecte amb inèrcia, hi ha justificació empírica sabent només que es troba en repòs relatiu o en moviment-repòs o moviment relatiu respecte d'un altre objecte.
Cèlebrement, René Descartes va desenvolupar un sistema complet de cosmologia heliocèntrica ancorat en el principi del moviment de vòrtex, la física caretesiana, l'àmplia acceptació del qual va donar lloc a la desaparició de la física aristotèlica. Descartes va intentar formalitzar el raonament matemàtic en la ciència, i va desenvolupar el sistema de coordenades cartesianes per representar geomètricament ubicacions en l'espai tridimensionals i marcar les seves progressions al llarg del pas del temps.
Un contemporani més gran que Newton, Christiaan Huygens, va ser el primer a idealitzar un problema físic a partir d'un conjunt de paràmetres i el primer a "matematitzar" plenament una explicació mecanística de fenòmens físics no observables. Per aquestes raons Huygens és considerat el primer físic teòric i un dels fundadors de la física matemàtica moderna.

### Descartes, física newtoniana i post-newtoniana
Descartes volia formalitzar el raonament matemàtic en la ciència, i va desenvolupar les coordenades cartesianes per representar geomètricament les ubicacions en l'espai 3D i marcar les seves evolucions al llarg del pas del temps. Abans de Descartes, la geometria i la descripció de l'espai seguien el model constructiu dels matemàtics grecs antics. En aquest sentit les foromes geomètriques formaven els blocs constructius per descriure i pensar sobre l'espai, sent el temps una entitat separada. Descartes va introduir una nova forma de descriure l'espai utilitzant l'àlgebra, fins llavors, una eina matemàtica utilitzada principalment en les transaccions comercials. Les coordenades cartesianes també van introduir la idea del temps que juntament amb l'espai era un altre eix de coordenades. Aquest marc matemàtic essencial es troba en la base de tota la física moderna i és utilitzat en tots els marcs matemàtics posteriors desenvolupats en els següents segles.
En aquesta era, conceptes importànts del càlcul com el teorema fonamental del càlcul (demostrat l'any 1668 pel matemàtic escocès James Gregory) i trobar màxims i mínims de funcions a través de la diferenciació utilitzant el teorema de Fermat (del matemàtic francès Pierre de Fermat) ja eren coneguts abans de Leibniz i Newton. Isaac Newton (1642–1727) va desenvolupar alguns conceptes en càlcul (tot i que Gottfried Wilhelm Leibniz va desenvolupar conceptes similars fora del context de la física) i el mètode de Newton per resoldre problemes de física. Va tenir un gran èxit en la seva aplicació del càlcul a la teoria del moviment. La teoria del moviment de Newton, present en l'obra Mathematical Principles of Natural Philosophy, publicada l'any 1687, va modelar tres lleis del moviment de Galileu juntament amb la llei de la gravitació universal de Newton en un marc d'espai absolut conjecturat per Newton com a entitat física real d'estructura geomètrica euclidiana que s'estenia infinitament en totes les direccions—mentre assumia un temps absolut, suposadament justificant el coneixement del moviment absolut, el moviment de l'objecte respecte de l'espai absolut. El principi d'invariància/relativitat de Galileu era merament implícit en la teoria del moviment de Newton. Reduint ostensiblement les lleis del moviment celeste de Kepler així com les lleis terrestres de Galilean terrestrial a una força unificadora, Newton va aconseguir un alt nivell de rigor matemàtic, però amb una certa laxitud teòrica.
En el segle XVIII, el suís Daniel Bernoulli (1700–1782) va fer contribucions a la dinàmica de fluids i a la vibració de les cordes. El suís Leonhard Euler (1707–1783) va centrar el seu treball en el càlcul variacional, la dinàmica, la dinàmica de fluids, i altres camps. També va ser notable el treball del francès nascut a Itàlia, Joseph-Louis Lagrange (1736–1813), centrat en la mecànica analítica: va formular la mecànica lagrangiana) i els mètodes variacionals. Una gran contribució a la formulació de la dinàmica analítica anomenada dinàmica hamiltoniana va ser fet pel físic, astrònom i matemàtic irlandès William Rowan Hamilton (1805–1865). La dinàmica hamiltoniana ha tingut un paper important en la formilació de teories modernes de la física, inclosa la teoria de camps i la mecànica quàntica. El físic matemàtic Joseph Fourier (1768 – 1830) va introduir la noció de sèrie de Fourier per resoldre l'equació de la calor, donant lloc a un nou plantejament per resoldre equacions diferencials en derivades parcials a través de transformades integrals.
Ja a principis del segle XIX, altres matemàtics a França, Alemanya i Anglaterra havien contribuït a la física matemàtica. El francès Pierre-Simon Laplace (1749–1827) va fer contribucions clau en l'astronomia matemàtica i la teoria potencial. Siméon Denis Poisson (1781–1840) va treballar en la mecànica analítica i en la teoria potencial. A Alemanya, Carl Friedrich Gauss (1777–1855) va fer contribucions importants en els fonaments teòrics de l'electricitat, el magnetisme, la mecànica, i la dinàmica de fluids. A Anglaterra, George Green (1793–1841) va publicar An Essay on the Application of Mathematical Analysis to the Theories of Electricity and Magnetism (en català, Un Escrit sobre l'Aplicació de l'Anàlisi Matem`matica en les Teories d'Electricitat i Magnetisme) l'any 1828, que juntament amb les seves contribucions significatives en les matemàtiques va representar un primer progrés cap a la construcció dels fonaments matemàtics de l'electricitat i el magnetisme.
Un parell de dècades més tard de la publicació de Neton de la teoria de la llum com a partícula, el neerlandès Christiaan Huygens (1629–1695) va desnevolupar la teoria de la llum com a ona, publicat l'any 1690. Cap a l'any 1804, l'experiment de la doble ranura de Thomas Young va revelar un patró d'interferència, mostrant la llum com una ona i, per tant, la teoria de Huygens, així com la seva creença que les ones de llum són vibracions en l'èter, va ser acceptada. Jean-Augustin Fresnel va modelar el comportament hipotètic de l'èter. El físic anglès Michael Faraday va introduir el concepte teòric d'un camp a distància. A mitjans del segle XIX, l'escocès James Clerk Maxwell (1831–1879) va reduir l'electricitat i el magnetisme a la teoria de camps electromagnètics de Maxwell, simplificada per altres físics a les quatre equacions de Maxwell. Inicialment, es va creure que l'òptica seguia el model de camps de Maxwell. Més tard, la radiació i el que avui es coneix com espectre electromagnètic es van demostrar consistents amb aquest camp electromagnètic.
El físic anglès Lord Rayleigh [1842–1919] va treballar en el so. Els irlandesos William Rowan Hamilton (1805–1865), George Gabriel Stokes (1819–1903) i Lord Kelvin (1824–1907) van ser autors de diverses obres notables: Stokes va liderar el camp de l'òptica i la dinàmica de fluids; Kelvin va fer descobriments importants en termodinàmica; Hamilton va fer grans aportacions en la mecànica analítica, descobrint un plantejament nou i potent avui en dia conegut com mecànica hamiltoniana. Altres aportacions a aquest marc analític van ser fetes pel matemàtic alemany Carl Gustav Jacobi (1804–1851) en particular pel que fa a la transformació canònica. L'alemany Hermann von Helmholtz (1821–1894) va fer contribucions substancials en els camps de l'electromagnetisme, a les ones, als fluids, i al so. Als Estats Units, l'obra pionera de Josiah Willard Gibbs (1839–1903) es va convertir en la base de la mecància estadística. L'alemany Ludwig Boltzmann (1844–1906) va obtenir resultats teòrics fonamentals en aquest camp. En resum, tots aquests científics van instaurar les bases de la teoria electromagnètica, la dinàmica de fluids i la mecànica estadística.

### Física relativista
Els anys 80 del segle XIX hi havia una paradoxa prominent que un observador en el camp electromagnètic de Maxwell el mesurava a una velocitat aproximadament constant, independentment de la velocitat de l'observador amb relació a objectes dins del camp magnètic. Per tant, malgrat que la velocitat de l'observador estava contínuament perduda en relació al camp electromagnètic, es preservava amb relació a altres objectes en el camp electromagnètic. I malgrat això, no es detectava cap violació de la invariància galileana en la interacció física entre objectes. Com que el camp electromagnètic de Maxwell estava modelat com a oscil·lacions en l'èter, els físics van interpretar que el moviment en l'èter resultava en un drift de l'èter, canviant el camp electromagnètic, fet que explicava la pèrdua de velocitat de l'observador respecte de l'èter. La transformació de Galileu havia estat el procés matemàtic utilitzat per a convertir les posicions en un sistema de referència a prediccions de posicions en un altre sistema de referència, tots ells representats en coordenades cartesianes, però aquest procés va ser substituït per la transformació de Lorentz, ideada pel neerlandès Hendrik Lorentz (1853–1928).
Tanmateix, l'any 1887 els experimentalistes Michelson i Morley no van poder detectar el drift de l'èter. Es va conjecturar que el moviment cap a l'èter feia que l'èter s'escurcés, també quan s'utilitzava el model de la contracció de Lorentz. Es va fer la hipòtesi que l'èter llavors mantenia el camp electromagnètic de Maxwell alineat amb el principi d'invariància de Galileu en tots els sistemes de referència inercials, mentre que se salvava la teoria del moviment de Newton.
El físic teòric i filòsof austríac Ernst Mach va criticar l'espai absolut postulat per Newton. El matemàtic Jules-Henri Poincaré (1854–1912) fins i tot va qüestionar el temps absolut. L'any 1905, Pierre Duhem va publicar una crítica devastadora sobre els fonaments de la teoria del moviment de Newton. També l'any 1905, Albert Einstein (1879–1955) va publicar la seva teoria especial de la relativitat, explicant novament tant la invariància en el camp electromagnètic com la invariància de Galileu i descartant totes les hipòtesis sobre l'èter, inclosa la seva pròpia existència. Refusant el marc de la teoria de Newton —sobre l'espai i temps absoluts— la relativitat especial fa refència a l'espai relatiu i al temps relatiu, en què les longituds es contrauen i el temps es dilata al llarg de la trajectòria d'un objecte.
Les coordenades cartesianes utilitzaven, arbiràriament, coordenades rectilínies. Gauss, inspirat en l'obra de Descartes, va introduir la geometria corba, substituint els eixos rectilinis per eixos corbs. Gauss també va introduir una altra eina clau en la física moderna, la curvatura. L'obra de Gauss estava limitada a les dues dimensions. Estendre-la a les tres o més dimensions era d'una gran complexitat, ja que requeria els tensors (encara no inventats). Va ser Riemann l'encarregat d'estendre la geometria corba a N dimensions. L'any 1908, l'antic professor de matemàtiques d'Einstein, Hemann Minkowski, va aplicar la construcció de la geometria corba a modelar l'espai tridimensional juntament amb un eix unidimensional de temps, tractant l'eix temporal com a quarta dimensió espacial —tot plegat, espaitemps de 4 dimensions— i va declarar l'imminent desaparició de la separació entre l'espai i el temps. Einstein va anomenar això un "aprenentatge superflu", però més tard va utilitzar l'espaitemps de Minkowski amb gran elegància en la seva teoria de la relativitat general, estenent la invariància a tot els sistemes de referència —ja fossin percebuts com a inercials o accelerats— i va acreditar Minkowski, ja traspassat aleshores. La relativitat general substitueix les coordenades cartesianes per coordenades gaussianes i substitueix l'espai euclidià que Newton considerava buit travessat instantàniament pel vector de Newton de força hipotèticament gravitatòria —una acció a distància instantània— per un camp gravitatori. El camp gravitatori és el propi espai de Minkowski, la topologia 4D de l'èter d'Einstein modelat en una varietat de Lorentz que es "corba" geomètricament, segons el tensor de curvatura de Riemann. El concepte de gravetat de Newton: "dues masses que s'atrauen entre elles" és substituit per l'argument geomètric: "la massa transforma les curvatures de l'espaitemps i les partícules amb massa en caiguda lliure es mouen seguint corbes geodèssiques en l'espaitemps" (la geometria riemanniana ja existia abans de 1850, obra de Carl Friedrich Gauss i Bernhard Riemann en la recerca de la geometria intrínseca de la geometria no euclidiana.), en la proximitat ja sigui de massa o d'energia. (Sota la relativitat especial —un cas particular de la relativitat general— fins i tot l'energia sense massa exerceix un efecte gravitatori a través de la seva equivalència de massa "corbant" localment la geometria de quatre dimensions unificades de l'espai i el temps.)

### Física quàntica
Un altre desenvolupament revolucionari del segle xx va ser la teoria quàntica, que va emergir en una contribució seminal de Max Planck (1856–1947) (sobre la radiació del cos negre) i en el treball d'Einstein de l'efecte fotoelèctric. L'any 1912, el matemàtic Henri Poincaré va publicar Sur la théorie des quanta (Sobre la teoria dels quanta). Va introduir la primera definició no naïf de la quantització en el seu article. A aquestes contribucions van seguir el primer desenvolupament de la física quàntica seguit per un marc heurístic creat per Arnold Sommerfeld (1868–1951) i Niels Bohr (1885–1962), però de seguida va ser substituït per la mecànica quàntica desenvolupada per Max Born (1882–1970), Louis de Broglie (1892–1987), Werner Heisenberg (1901–1976), Paul Dirac (1902–1984), Erwin Schrödinger (1887–1961), Satyendra Nath Bose (1894–1974) i Wolfgang Pauli (1900–1958). Aquest marc teòric revolucionari es basa en una interpretació probabilística dels estats, i les evolucions i mesures en termes d'operadors autoadjunts en un espai vectorial d'infinites dimensions. Aquest espai rep el nom d'espai de Hilbert i fou introduït pels matemàtics David Hilbert (1862–1943), Erhard Schmidt (1876–1959) i Frigyes Riesz (1880–1956) intentant generalitzar l'espai euclidià i l'estudi de les equacions integrals; va ser definit rigurosament en la versió axiomàtica moderna de John von Neumann en el seu cèlebre llibre Mathematical Foundations of Quantum Mechanics, en què va construir una part rellevant de l'anàlisi funcional moderna en espais de Hilbert, la teoria espectral (introduïda per David Hilbert, que investigava les formes quadràtiques d'infinites variables; molts anys més tard s'ha revelat que aquesta teoria espectral està associada amb l'espectre de l'àtom d'hidrogen, aplicació que li va sorprendre) en particular. Paul Dirac va utilitzar les construccions algebraiques per a produir un model relativista de l'electró, preveient el seu moment magnètic i l'existència de la seva antipartícula, el positró.